# Boquerizu
Boquerizo (oficialmente en asturiano: Boquerizu) es una localidad española del concejo de Ribadedeva, en la comunidad autónoma de Asturias.

## Toponimia
El nombre de la localidad puede encontrarse referido con las grafías Boquerizo y Boquerizu.

## Historia
Hacia mediados del siglo XIX, el lugar formaba parte del ayuntamiento de Ribadedeva y de la feligresía de Noriega. Aparece descrito en el cuarto volumen del Diccionario geográfico-estadístico-histórico de España y sus posesiones de Ultramar de Pascual Madoz de la siguiente manera:

BOQUERIZO: l. en la prov. de Oviedo, ayunt. de Ribadedeva y felig. de los santos mártires Lorenzo y Vicente de Noriega, de que es anejo. (V. Porquerizo).
Madoz, 1846, p. 400)

En 2022, la entidad singular de población tenía empadronados 57 habitantes y el núcleo de población 49 habitantes.